# Morte e funeral de Jimmy Carter
Em 29 de dezembro de 2024, Jimmy Carter, o 39º presidente dos Estados Unidos e ganhador do Prêmio Nobel da Paz de 2002 por seu trabalho pós-presidencial, morreu em sua casa em Plains, Geórgia, após quase dois anos em cuidados paliativos. Com 100 anos e 89 dias, Carter foi o presidente mais longevo da história americana e o primeiro presidente a atingir a idade de 100 anos.

## Antecedentes
Após vários anos lidando com vários problemas de saúde e declínio da capacidade física, particularmente sendo diagnosticado com melanoma que metastatizou para seu cérebro e fígado, o Carter Center anunciou em 18 de fevereiro de 2023 que Carter ficaria em casa para "receber cuidados paliativos em vez de intervenção médica adicional". Fontes observaram que cuidados paliativos significam clinicamente que a expectativa de vida do paciente não é superior a seis meses de vida, e os pacientes em cuidados paliativos geralmente morrem em várias semanas. Na semana seguinte ao anúncio, foi relatado que os familiares próximos de Carter foram à sua casa na Geórgia para passar seus últimos dias com ele, embora as notícias locais tenham relatado quatro meses depois que Carter permaneceu "de ótimo humor, visitando a família e ainda tomando sorvete".
No final de agosto de 2023, o neto de Carter, Jason Carter, forneceu uma atualização sobre a saúde de Carter, observando que seu avô estava "no capítulo final" de sua vida, e em meados de setembro, Jason relatou ainda que Carter e a ex-primeira-dama Rosalynn Carter estavam "chegando ao fim", embora ambos estivessem bem o suficiente para serem levados para um passeio pelo Festival do Amendoim de Plains em 23 de setembro. Em 17 de novembro de 2023, foi anunciado que sua esposa Rosalynn também entraria em cuidados paliativos; ela morreu dois dias depois, aos 96 anos. A última aparição pública de Carter foi em 1º de outubro de 2024, seu 100º aniversário, quando ele viu um sobrevoo militar.
Carter foi o ex-presidente vivo mais antigo a servir por 18 anos, desde a morte de Gerald Ford em 2006. Em setembro de 2012, ele ultrapassou Herbert Hoover como o presidente com a aposentadoria mais longa. Sete anos depois, em 22 de março de 2019, ele se tornou o presidente mais longevo do país, quando ultrapassou a expectativa de vida de George H. W. Bush, que tinha 94 anos e 171 dias de idade quando morreu em novembro de 2018; ambos nasceram em 1924. Ele observou o quão difícil foi chegar aos noventa anos, disse o ex-presidente em uma entrevista de 2019 à People que nunca esperou viver tanto quanto viveu, alegando que seu segredo para uma vida longa era um bom casamento.

## Morte
Em 29 de dezembro de 2024, Carter morreu em sua casa em Plains, Geórgia. O filho de Carter, James E. Carter III, disse que ele morreu por volta das 15:45 EST.

### Reações
O presidente Joe Biden declarou que "[Os Estados Unidos d]a América e o mundo perderam um líder extraordinário, estadista e humanitário", e o presidente eleito Donald Trump disse que Carter "fez tudo ao seu alcance para melhorar a vida de todos os americanos". Em seu discurso de Saint Croix, nas Ilhas Virgens Americanas, Biden disse que Carter era um "líder notável". Os ex-presidentes Barack Obama, George W. Bush e Bill Clinton prestaram homenagem a Carter, assim como o ex-vice-presidente Al Gore. O senador Bernie Sanders, em quem Carter votou durante as eleições primárias presidenciais do Partido Democrata em 2016, afirmou que "Jimmy Carter, tanto pelo que fez como presidente quanto em seus últimos anos, será lembrado como um homem decente, honesto e realista". Em todo o cenário político da Geórgia, sua morte também foi lamentada pelo governador Brian Kemp, pela ex-senadora dos EUA Kelly Loeffler, pela delegação do estado no Congresso e muitos outros por republicanos e democratas na Geórgia. A Delta Air Lines, que opera seu maior hub em Atlanta, também reagiu ao falecimento de Carter, elogiando sua vida passada.
Internacionalmente, a morte de Carter foi lamentada pelo presidente brasileiro Luiz Inácio Lula da Silva, pelo rei Carlos III do Reino Unido e outros reinos da Comunidade das Nações, primeiro-ministro britânico Keir Starmer, presidente cubano Miguel Díaz-Canel, presidente do Egito, Abdel Fattah el-Sisi, presidente francês Emmanuel Macron, chanceles alemão Olaf Scholz, primeiro-ministro húngaro Viktor Orbán, primeiro-ministro japonês Shigeru Ishiba, presidente panamenho José Raúl Mulino, presidente ucraniano Volodymyr Zelensky, Papa Francisco, primeiro-ministro do Canadá Justin Trudeau, primeiro-ministro indiano Narendra Modi, primeiro-ministro da Austrália Anthony Albanese, presidente chinês Xi Jinping, primeiro-ministro dos Países Baixos, Dick Schoof, presidente do Conselho Europeu António Costa, presidente palestino Mahmoud Abbas, presidente das Filipinas Bongbong Marcos, e pela presidente da Tanzânia Samia Suluhu.
A cobertura da morte de Carter pela televisão estatal iraniana mencionou-o como o "arquiteto das sanções econômicas" contra o Irã. Um minuto de silêncio foi realizado para Carter no Conselho de Segurança das Nações Unidas em 30 de dezembro.

## Serviço memorial e funeral de Estado

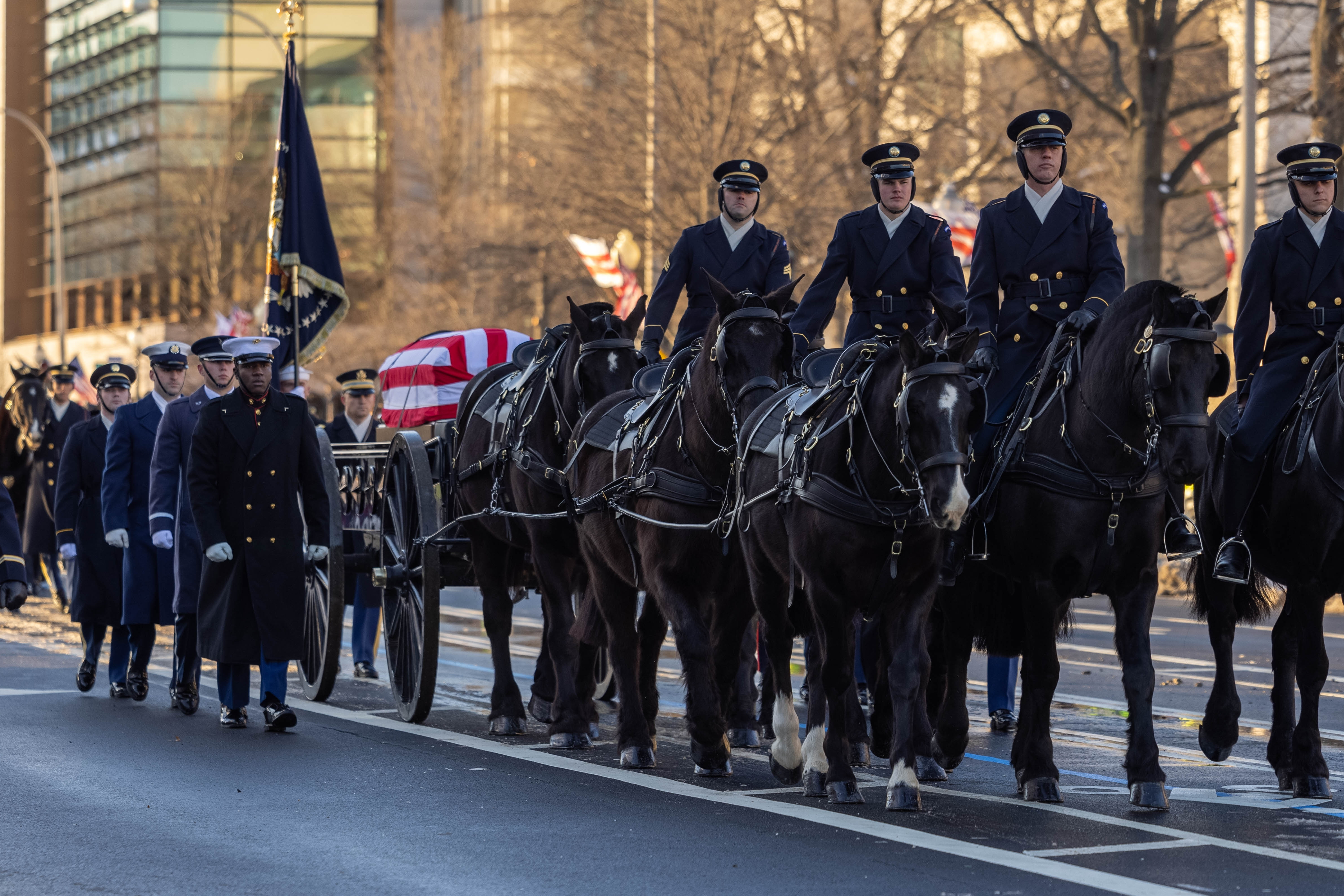
O caixão de Carter sendo levado pela Avenida Pensilvânia por homens do 1º Batalhão, 3º Regimento de Infantaria dos Estados Unidos ("A Velha Guarda").

O planejamento do funeral de Carter havia começado vários anos antes, de acordo com o The New York Times. Os restos mortais de Carter serão levados em carreata para Atlanta do Phoebe Sumter Medical Center em Americus, Geórgia. Eles pararão em sua casa em Plains, onde o National Park Service o saudará, e o sino de sua fazenda será tocado 39 vezes. Eles também pararão no Capitólio Estadual da Geórgia para um momento de silêncio e então serão levados para o Carter Center, onde ele ficará em repouso de 4 a 7 de janeiro. Em 7 de janeiro, os restos mortais de Carter viajarão para Washington, D.C., em um voo militar sob o indicativo de chamada Special Air Mission 39 da Base de Reserva Aérea Dobbins para a Base aérea Andrews.
Após a chegada à Base Aérea Andrews, os restos mortais de Carter serão levados de carreata para o Memorial da Marinha dos Estados Unidos. Em seguida, serão levados em armão puxado por cavalos ao Capitólio dos Estados Unidos em cortejo fúnebre. Ele será velado no Capitólio dos Estados Unidos a partir de 7 de janeiro até a manhã de 9 de janeiro na rotunda. 
A Catedral Nacional de Washington sediará o funeral de Estado no dia 9 de janeiro de 2025. Biden deve fazer o elogio fúnebre de Carter. Além disso, Jason Carter,  neto de Carter, fará um discurso. Os elogios serão feitos por Steven Ford em nome de seu pai, Gerald Ford, antecessor de Carter como presidente e oponente na eleição presidencial de 1976, que morreu em 2006, e Ted Mondale em nome de seu pai, Walter Mondale, vice-presidente de Carter, que morreu em 2021.
Após o serviço em Washington, D.C., Carter será transportado de volta para a Geórgia em um voo militar sob o mesmo indicativo de chamada da Base Aérea Andrews de volta para o Lawson Army Airfield no Fort Moore. Após a chegada de volta à Geórgia, os restos mortais de Carter viajarão de carreata para a Igreja Batista Maranata em Plains para um funeral privado. Após o serviço na Igreja Batista Maranata, os restos mortais de Carter serão levados de carreata para a casa de Carter para um enterro privado.
Biden ordenou que as bandeiras fossem baixadas a meio-mastro por trinta dias, de acordo com a lei federal, inclusive na segunda posse do presidente eleito Donald Trump. Os governadores então emitiram ordens executivas homenageando Carter e baixando as bandeiras em seus estados a meio-mastro. Biden declarou luto nacional e feriado federal para 9 de janeiro, o dia do funeral de Carter.